# Birago Diop
Birago Ismael Diop (* 11. Dezember 1906 in Ouakam, Dakar, Französisch-Westafrika; † 25. November 1989 in Dakar, Senegal) war ein senegalesischer Schriftsteller, Erzähler und Dramatiker und bekannter Vertreter der frankophonen afrikanischen Literatur sowie der literarisch-philosophischen Strömung Négritude.

## Leben

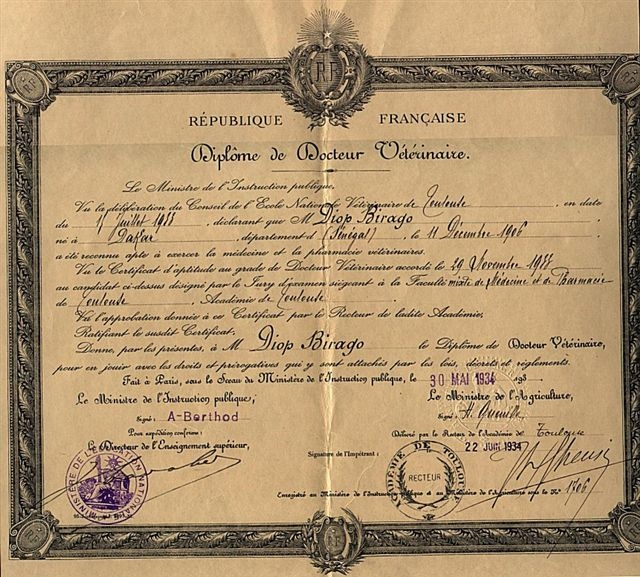
Tierarzt-Diplom Diops aus dem Jahr 1934

Birago Diop studierte nach dem Schulbesuch Veterinärmedizin an der École Nationale Vétérinaire in Toulouse, schloss dieses Studium 1934 ab und war nach seiner Rückkehr in seine Heimat als Tierarzt tätig.
Er gehörte zu den ersten, die die bisher meist unbeachtete mündliche Literatur gesammelt und ins Französische übersetzt sowie weitere Fabeln und Märchen nach dem Muster der überlieferten neu gedichtet hatten. Zu den bekanntesten Beispielen hierfür gehören seine Sammlungen Les contes d'Amadou Koumba (1947) und Nouveaux contes d'Amadou Koumba (1958), in denen die Grenze zwischen eigener Dichtung und der Überlieferung nicht mehr festzustellen ist.
Nachdem der Senegal von Frankreich unabhängig geworden war, wurde er 1960 erster Botschafter des Landes in Tunesien und bekleidete dieses Amt bis 1964. 1964 wurde er für Contes et Lavanes mit dem Grand Prix littéraire de l’Afrique noire ausgezeichnet. 1974 erschienen die Sammlungen Les contes d'Amadou Kouma und Nouveaux contes d'Amadou Koumba erstmals in einer deutschsprachigen Übersetzung.
1981 verfilmte der Regisseur Paulin Soumanou Vieyra Diops Leben unter dem Titel Birago Diop, conteur. Zuletzt erschien 1998 eine Neuauflage der Amadou-Koumba-Sammlungen unter dem Titel Geistertöchter : die Geschichten des Amadou Koumba.

## Bibliografie
- Die Geschichten des Amadou Koumba (Geleitwort von L.S Senghor): Contes d'Amadou Koumba: Geistertöchter  ed Fasquelle – 1947; ed.Présence africaine- 1960
- Die neuen Geschichten des Amadou Koumba: Les Nouveaux Contes d'Amadou Koumba ed.Présence africaine – 1958
- Leurres et Lueurs, Gedichte ab 1925. ed.Présence africaine- 1960
- La plume raboutée: ed. Présence africaine 1978